# 汉斯·弗米尔
汉斯·约瑟夫·弗米尔教授，名誉博士（德語：Hans Josef Vermeer，1930年9月24日—2010年2月4日），德国语言学家，翻译学者。弗米尔以翻译目的论闻名，他在语言学、笔译和口譯等主题发表了大量文章。